# Szadek (gmina)
Szadek est une gmina mixte du powiat de Zduńska Wola, Łódź, dans le centre de la Pologne. Son siège est la ville de Szadek, qui se situe environ 12 km au nord de Zduńska Wola et 35 km à l'ouest de la capitale régionale Łódź.
La gmina couvre une superficie de 151,96 km2 pour une population de 7 350 habitants.

## Géographie
Outre la ville de Szadek, la gmina inclut les villages d'Antonin, Boczki, Borki Prusinowskie, Brondy, Choszczewo, Czarny Las, Dziadkowice, Górna Wola, Góry Prusinowskie, Grzybów, Jamno, Karczówek, Kobyla Miejska, Kotlinki, Kotliny, Krokocice, Lichawa, Łobudzice, Nowy Kromolin, Ogrodzim, Piaski, Prusinowice, Przatów Dolny, Przatów Górny, Reduchów, Rzepiszew, Sikucin, Stary Kromolin, Szadkowice, Tarnówka, Wielka Wieś, Wilamów, Wola Krokocka, Wola Łobudzka et Wola Przatowska.
La gmina borde les gminy de Łask, Warta, Wodzierady, Zadzim et Zduńska Wola.